# Theodor Püllen
Theodor Püllen (* 25. November 1871 in Grevenbroich; † 5. Juli 1931 in Berlin) war ein deutscher Marineoffizier, zuletzt Vizeadmiral.

## Leben
Theodor war ein Sohn des Geheimen Medizinalrates Josef Püllen und dessen Frau Maria Magdalena, geborene Effertz. Er besuchte zunächst in Grevenbroich die Elementarschule und das Progymnasium, das heutige Erasmus-Gymnasium Grevenbroich, bevor er 1890 am Quirinus-Gymnasium in Neuss sein Abitur ablegte. Püllen begann ein Studium an der Albert-Ludwigs-Universität Freiburg in Freiburg im Breisgau, welches er jedoch nach einem Semester abbrach, um im April 1891 als Kadett der Kaiserlichen Marine beizutreten.
Püllen wurde 1894 Unterleutnant und 1896 Leutnant zur See. Als Kapitänleutnant diente er bei der Torpedowaffe und nahm 1900 als Kommandant des Torpedobootes S 91 an der Bekämpfung des Boxeraufstandes in China teil. 1909 wurde Püllen Korvettenkapitän und 1913 Fregattenkapitän. Zu Beginn des Ersten Weltkrieges übernahm er im August 1914 zunächst das Kommando über den Hilfskreuzer C. Am 8. September 1914 erfolgte seine Ernennung zum Kommandanten des Kleinen Kreuzers Graudenz und in dieser Stellung avancierte er am 17. Oktober 1915 zum Kapitän zur See. Nachdem man ihn Anfang Mai 1916 zur Verfügung des Chefs der Marinestation der Nordsee gestellt hatte, war Püllen von Anfang Juni 1916 bis Mitte April 1917 zum Stab des Oberbefehlshabers der Küstenverteidigung kommandiert. Von Juni 1917 bis August 1918 war Püllen Führer der Unterseeboote im Mittelmeer und zugleich Chef der U-Flottille Pola. Er erhielt beide Klassen des Eisernen Kreuzes und wurde mit dem Kronenorden II. Klasse mit Schwertern ausgezeichnet. Anschließend tat er im Marinekabinett, später im Personalamt des Reichsmarineamtes, dem späteren Marinepersonalamt, Dienst, wo er im Dezember 1918 Abteilungsleiter wurde. 1920 zum Konteradmiral befördert wurde er noch Chef der Marinepersonalamtes und des Marinekommandoamtes (vgl. Gliederung und Aufgaben der Marineleitung). Am 11. April 1922 wurde Püllen zum Befehlshaber der Seestreitkräfte der Nordsee ernannt und in dieser Stellung am 1. August 1922 zum Vizeadmiral befördert. Am 31. Oktober 1923 nahm er seinen Abschied.
Während des Ersten Weltkrieges soll Püllen in Marineangelegenheiten ein Vertrauter von Kaiser Wilhelm II. gewesen sein.
Bis zu seinem Tod 1931 war Theodor Püllen Ehrenvorsitzender des Marinevereins seiner Geburtsstadt Grevenbroich.